# 有机铊化学
有机铊化学是研究含碳-铊键化合物的化学分支。由于它在自然界含量稀少、分布分散且毒性特别大，故没有同族的硼和铝研究的广泛而深入。在有铊化合物中，铊可以以+1或+3氧化态的形式出现。

## 铊(III)有机化合物
三烃基铊和同族的三烃基铟不同，因TlX3不稳定而不由三卤化铊直接合成，需要利用二烃基卤化铊：
Ph2TlCl + PhMgBr —THF→ Ph3Tl + MgBrCl
甲基锂与碘化亚铊和碘甲烷的反应，可以用来制备三甲基铊：
2 CH3Li + CH3I + TlI → (CH3)3Tl + 2 LiI
该反应的机理尚有争议。
三烃基铊可以被氢卤酸或羧酸的水溶液分解：
R3Tl + HA —H2O→ R2TlA + RH （A=Cl, Br, I, CH3COO, CF3COO等）
三乙酸铊可以直接和芳烃反应，反应通过亲电取代历程进行：
Tl(CH3COO)3 + ArH → ArTl(CH3COO)2 + CH3COOH
三（三氟乙酸）铊亦可完成此反应。

## 铊(I)有机化合物
一价的烃基铊通常不稳定，容易发生歧化反应：
3 CH3Tl → (CH3)3Tl + 2 Tl
但环戊二烯基铊（C5H5Tl）却相当稳定，它可以在水溶液中制备出来：
2 C5H6 + Tl2SO4 + 2 NaOH → 2 C5H5Tl↓ + Na2SO4 + 2 H2O
C5H5Tl易与卤化物或卤代烃反应，形成其它环戊二烯化合物。环戊二烯基铊具有较高的稳定性，但含有取代基的环戊二烯基铊的稳定性却较差。